# Isotoma viridis
Isotoma viridis is een springstaartensoort uit de familie van de Isotomidae. De wetenschappelijke naam van de soort is voor het eerst geldig gepubliceerd in 1839 door Bourlet.